# Stylidium inaequipetalum
Stylidium inaequipetalum este o specie de plante dicotiledonate din genul Stylidium, familia Stylidiaceae, ordinul Asterales, descrisă de John McConnell Black. Conform Catalogue of Life specia Stylidium inaequipetalum nu are subspecii cunoscute.